# Mistake No. 3
Mistake No. 3 är en låt av Culture Club, utgiven som singel i december 1984. Singeln finns med på albumet Waking Up with the House on Fire, utgivet den 22 oktober 1984.
Musikvideon visar gruppen – i synnerhet Boy George – i olika uppseendeväckande kreationer.